# Byrrhus lisae
Byrrhus lisae là một loài bọ cánh cứng trong họ Byrrhidae. Loài này được Jaeger miêu tả khoa học năm 2002.